# Nothobranchius elongatus
Nothobranchius elongatus é uma espécie de peixe da família Aplocheilidae.
É endémica do Quénia.
Os seus habitats naturais são: marismas intermitentes de água doce.